# Buchanan (Wirginia)
Buchanan – miasto w Stanach Zjednoczonych, w stanie Wirginia, w hrabstwie Botetourt.